# Vaso Highball

Vaso Highball.

Un vaso de trago largo, vaso alto o Highball (/haɪbɔl/) es un tipo de vaso muy usado en restauración y coctelería para servir cócteles y otras bebidas que son tragos largos, es decir, que van a ser bebidos lentamente. Por similitud en la forma, a menudo es confundido con el vaso de tubo o Collins. Sin embargo, el vaso Collins es más largo y sus paredes son completamente verticales. También es común llamarlo tumbler (/ˈtʌmblɚ/), sin embargo este es un nombre genérico para «un recipiente para beber con lados rectos y sin mango o tallo», es decir, un recipiente para beber con forma cilíndrica, es decir, lo que en castellano llamamos un vaso. 
El vaso Highball típico contiene entre 24 y 35 cl (8-12 US fl oz). Se utiliza para servir cócteles highball (tragos largos) y otras bebidas mixtas. Un tamaño de ejemplo es de 7 cm Ø × 15 cm de alto.
Un vaso Highball es más alto que un vaso Old Fashioned, también llamado Lowball, y más corto y ancho que un vaso Collins.

## Nota
1. ↑  El Collins, el Highball, el Old Fashioned y el vaso de chupito son tumbler.